# Zé Sérgio
José Sérgio Presti, mais conhecido como Zé Sérgio (São Paulo, 8 de março de 1957), é um ex-futebolista brasileiro.
Rápido e driblador, foi atormentado ao longo da carreira por contusões.
É pai da atleta e medalhista olímpica Thaíssa Presti.

## Carreira

### Jogador
Começou nas categorias de base do São Paulo, levado por seu primo, Rivelino. Chegou ao clube em 17 de agosto de 1973.
Sua estreia no profissional aconteceu em 13 de junho de 1976. Destacou-se e logo assumiu a titularidade em 1977, tendo sido considerado revelação do Campeonato Brasileiro.
Foi titular do Brasil no Mundialito de Montevidéu, em 1979/1980. Participou da Copa América de 1979 e da Copa do Mundo de 1978, contudo não chegou a jogar nessa última. Terminou a sua carreira com 25 jogos disputados e 5 gols feitos com a camisa canarinha.
Zé Sérgio foi eleito em 1980 o melhor jogador do Brasil.
Foi fundamental na conquista do Campeonato Paulista de 1980, atormentando seus marcadores pela esquerda, mas ficou quase dois meses parado no Paulistão seguinte por ter quebrado o braço direito em um amistoso contra a Seleção Mexicana, em Los Angeles. Na primeira partida depois de voltar, contra o Noroeste, no Pacaembu, sofreu uma falta e caiu em cima do mesmo braço, quebrando-o de novo. Com ele fora do restante da campanha, a diretoria foi atrás de Mário Sérgio.
No ano seguinte, apesar de ter atuado em toda a fase eliminatória, outra contusão tirou-o da Copa do Mundo de 1982, na Espanha.
No dia 20 de maio de 1984, o jogador fazia seu último gol com a camisa tricolor, em confronto contra o Guarani que terminou com vitória tricolor por 2 a 0, pelo Torneio Heleno Nunes. Seu último jogo aconteceu em 23 de maio de 1984.
No início do segundo semestre de 1984, Zé Sérgio foi envolvido numa troca entre Santos e São Paulo: ele e Humberto foram defender o Alvinegro Praiano, enquanto o meia santista Pita foi jogar no Tricolor.Pelo São Paulo, fez 353 jogos e marcou 48 gols.
No Santos, sagrou-se Campeão Paulista de 1984. Zé Sérgio consta na história do Santos por um detalhe peculiar: participou de duas das dezoito partidas do clube contra equipes do Reino Unido. A primeira partida na abertura da Copa Kirin, no Japão, em 1985 (Santos 2×1 West Ham), e a segunda partida num torneio em Feyenoord, Holanda, em 1986 (Santos 0×2 Everton).
Em 1986 foi negociado com o Vasco, onde ficou até 1987 e conquistou o Campeonato Carioca de 1987.
Zé Sérgio foi ao Japão em 1988, onde ficou 2 anos jogando no futebol clube de Hitachi. Foi o segundo brasileiro famoso a ir para o Japão, depois de Oscar e antes de Zico. Na ocasião, o futebol ainda vivia a era do amadorismo e o clube treinava em um campo de beisebol.

### Treinador
Após se aposentar, Zé Sergio iniciou a carreira de treinador no Kashiwa Reysol, em 1995.
Em 2005 recebeu convite para fazer parte da equipe que cuida das categorias de base do São Paulo. Em 2007 e 2008 foi o técnico da equipe sub-17 tricolor que conquistou o bicampeonato mundial em Toledo, na Espanha. Foi um dos responsáveis por revelar o zagueiro Breno e o volante Denílson.. Em 2012 foi promovido para o time Sub-20 após a saída temporária de Sérgio Baresi para o Paulista. Após a pífia campanha do São Paulo na Copinha daquele ano, Zé Sérgio foi sumariamente demitido pelo presidente do Tricolor, Juvenal Juvêncio.
No mesmo ano, assumiu o time sub-20 da Ponte Preta, tendo, em setembro, assumido interinamente o elenco principal do clube, após a saída de Gilson Kleina para o Palmeiras. Foi dispensado em janeiro de 2015.
Em abril de 2018, assumiu o time Sub-17 (Juvenil) do Ituano. No mesmo ano, levou a equipe até a terceira fase do Campeonato Paulista da categoria. Em 2019 foi promovido para o Sub-20 onde atuou na Copa São Paulo, levando o time até a segunda fase, e no Campeonato Paulista, onde o time chegou às semifinais da competição. Foi dispensado em janeiro de 2020.

### Estatística
Atualizado até 8 de junho de 2013
| Clube          | Jogos | Vitórias | Empates | Derrotas |
| -------------- | ----- | -------- | ------- | -------- |
| Kashiwa Reysol | 26    | 7        | 0       | 19       |
| Ponte Preta    | 2     | 0        | 1       | 1        |

## Títulos

### Como jogador
São Paulo
- Campeonato Brasileiro: 1977
- Campeonato Paulista: 1980[24] e 1981

Santos
- Campeonato Paulista: 1984
- Copa Kirin: 1985

Vasco da Gama
- Campeonato Carioca: 1987
- Taça Guanabara: 1987

### Como treinador
São Paulo
- Mundial Sub-17 FIFA - Troféu Quixote, Espanha: 2007, 2008
- Campeonato Paulista Juvenil: 2006
- Torneio Bicentenário da Independência, México: 2010
- Torneio Internacional de Zayed, Emirados Árabes: 2008
- Desafio Pelé Internacional - Sheffield, Inglaterra: 2007
- Copa 2 de Julho, Bahia: 2011